# Кичма
Кичма (лат. columna vertebralis) је осовински коштани стуб изграђен од пршљенова. Постављена је у средњој линији горње стране врата и трупа и чини основу читавог скелета. Захваљујући томе, кичма има статичку, механичку и заштитну улогу. Простире се од базе лобање до врха репа. Унутар кичеменог стуба се налази канал у коме је смештена кичмена мождина са одговарајућим омотачима и кореновима кичмених нерава. Кичма се топографски дели на пет делова: вратни или цервикални део, грудни или торакални део, слабински или лумбални део, крсно-тртични део и репни део.
Постоји око 50.000 врста животиња које имају кичмени стуб. Људски кичмени стуб је један од највише проучаваних примера. Многе различите болести код људи могу утицати на кичму, а препознатљиви примери су спина бифида и сколиоза.

## Преглед
Кичма је покретљиви коштани стуб који је обиљежавајућа карактеристика кичмењака. Састављена је од пршљенова од краљежака који су међусобно спојени зглобовима и лигаментима. Еволуирала је од нотохорде (chorda dorsalis), која се  јавља и током  ембрионском развоју свих кичмењака, осим примитивних Chordata. 
Кичма Vertebrata се генерално налази леђно, у мање или више хоризонталном положају, а састоји се од 7 вратних, 13-18 леђних, 5-6 слабинских, 4-5 (сраслих) крстачних и 10, 20 или 25 репних пршљенова. Код човека, кичма има 33-34 пршљена: 7 вратних, 12 грудних, 5 слабинских, 5 (сраслих) крстачних (os sacrum) и 4-5 тртичних, сраслих  у тртичну кост (os coccygis). Од главе према карлици, пршљенови су све крупнији и јачи јер подносе све већи терет, који се,  преко карлице преноси на ноге. Вратно и слабинско подручје кичме су благо повијени, са лучним делом према напред (физиолошка лордоза), а у грудном  и крстачном према назад (физиолошка кифоза). Овакав (сигмоидни) облик кичме је последица прилагођавања на бипедализам, односно усправни ход и држање. Тако обликована кичма има својства својеврсне опруге, јер омогућава амортизацију покрета и скокова, односно заштиту можданих опни од притиска на избочине дна лобање
Вратни, грудни  и слабински пршљенови су  међусобно  спојени хрскавично-везивним (међупршљенским) дисковима, који омогућавају међусобне покрете сусједних пршљенова и додатно делују као  амортизери, који ублажавају осовинска оптерећења и ударце на кичму. 
Кичмени пршљенови (vertebrae) су кости неправилног облика, који укључују ваљкасто тело (corpus vertebrae) и наставке. Леђни наставци граде лук (arcus) који окружује кичмени отвор (foramen). Отвори окомито један испод других, дуж кичме,  обликујући кичмени канал (canalis vertebralis), у којем је кичмена мождина. На тај начин  она је добро заштићена,  као и живчани крајеви који из ње излазе. Други наставци кичмених пршљенова  служе као хватишта мишића и лигамената, а имају и зглобне плоче за међупршљенске зглобове, од којих зависе смер и опсег покрета међу суседним пршљеновима, а грудни пршљенови усто имају и зглобне плоче за спајање с ребрима. Леђни тврди трнолики (спинозни) наставци су хватишта међутрнастих и надтрнастих лигамената, који се протежу дуж целе кичме. Заједно са осталим лигаментима и снажним мишићима, они осигуравају чврстоћу кичме и одржавање усправнога хода и држања.

Први вратни пршљен се зове атлас, који се својим парним зглобним плохама додирује са одговарајућим плочама потиљачне кости лобање, градећи зглоб кичме с главом. Тај зглоб омогућава покрете главе у правцима напред-назад. Други вратни пршљен - axis или epistropheus - на телу има усправни зуб (dens epistrophei), око којег се атлас обрће попут прстена на осовини, те се у том зглобу глава окреће лево и десно. Вратни пршљенови, на бочним наставцима имају, лево и десно, по један отвор за пролаз кичмене артерије која, према горе, допрема крв у мозак.

## Структура
Број пршљенова у региону може да варира, али у целини број остаје исти. У људском кичменом стубу обично постоје 33 пршљена. Горња 24 пресакрална пршљена су зглобна и међусобно одвојена међупршљенским дисковима, а доњих девет је спојено код одраслих, пет у сакруму и четири у тртичној кости. Зглобни пршљенови су именовани према региону кичме. Постоји седам вратних пршљенова, дванаест торакалних пршљенова и пет лумбалних пршљенова. Број оних у цервикалном пределу се, међутим, ретко мења, док у коксиџеалној регији највише варира. Једна студија на 908 одраслих људи пронашла је 43 особе са 23 пресакрална пршљена (4,7%), 826 особа са 24 пресакрална пршљена (91%) и 39 са 25 пресакралних пршљенова (4,3%).

## Лигаменти
Постоје различити лигаменти који су укључени у држање пршљенова у стубу и у кретању стуба. Предњи и задњи уздужни лигаменти се пружају дужином кичменог стуба дуж предњег и задњег дела тела пршљенова. Интерпршљенски лигаменти повезују суседне пршљенске наставке кичме. Супрапршљенски лигамент се протеже кичмом дуж задњег дела кичмених избочина, од сакрума до седмог вратног пршљена. Одатле се наставља са нухалним лигаментом.

## Развиће
Упечатљив сегментирани образац кичме се успоставља током ембриогенезе када се сомити ритмично додају на задњи део ембриона. Формирање сомита почиње око треће недеље када ембрион почиње гаструлацију и наставља се док се не формирају сви сомити. Њихов број варира између врста: постоје 42 до 44 сомита у људском ембриону и око 52 у пилећем ембриону. Сомити су сфере, формиране од параксијалног мезодерма који лежи са стране неуралне цеви и садрже прекурзоре кичмене кости, ребара пршљенова и део лобање, као и мишиће, лигаменте и кожу. Сомитогенеза и каснија дистрибуција сомита контролише се моделом сата и таласног фронта који делују у ћелијама параксијалног мезодерма. Убрзо након њиховог формирања, склеротоми, који стварају део костију лобање, пршљенова и ребара, мигрирају, остављајући остатак сомита који се сада назива дермамиотомом. Ово се затим дели да би дало миотоме који ће формирати мишиће и дерматоме који ће формирати кожу леђа. Склеротоми се деле на предњи и задњи део. Ова подподела игра кључну улогу у дефинитивном обликовању пршљенова који се формира када се задњи део једног сомита споји са предњим делом узастопног сомита током процеса који се назива ресегментација. Поремећај процеса сомитогенезе код људи доводи до болести као што је урођена сколиоза. До сада се показало да су хумани хомолози три гена повезана са сатом сегментације миша (MESP2, DLL3 и LFNG) мутирани у случајевима конгениталне сколиозе, што сугерише да су механизми укључени у сегментацију кичмењака очувану код кичмењака. Код људи, прва четири сомита су уграђена у основу потиљачне кости лобање, а следећа 33 сомита ће формирати пршљенове, ребра, мишиће, лигаменте и кожу. Преостали задњи сомити се дегенеришу. Током четврте недеље ембриогенезе, склеротоми померају свој положај како би окружили [[spinal cord|кичмену мождину и нотохорду. Ова стубна ткива имају сегментиран изглед, са наизменичним подручјима густих и мање густих подручја.

## Кичма човека
Кичма човека изграђена је из 33–34 пршљена и постављена је у средњој линији задње стране врата и трупа. Вратни део кичме човека сачињава 7 пршљенова, грудни део сачињава 12, а слабински део 5 пршљенова. Прва 24 пршљенова су међусобно одвојена и називају се још и правим пршљеновима. Преосталих 9-10 су међусобно срасли и образују крсну и тртичну кост, па се стога називају и лажним пршљеновима. 
На кичменом стубу, као целини, разликују се четири стране (предња, задња и две бочне) и два краја (горњи и доњи). На њему се такође описују и четири карактеристичне кривине (вратна, леђна, слабинска и крсно-тртична или карлична).
Статичка улога кичме код човека се огледа у ношењу и преношењу тежине горњег дела тела на карлицу и доње удове. Механичка или динамичка улога се огледа у покретљивости пршљенова од којих је сачињена, док се заштитна улога кичме огледа у постојању кичменог канала који штити мождину и друге садржаје.